# William Hackett
William D. Hackett (* 12. Oktober 1918; † 15. August 1999 in Portland) war ein US-amerikanischer Bergsteiger und Polarforscher.

## Biographie
Hackett wuchs in Portland (Oregon) auf und kam in den Gebirgen im Nordwesten der USA zum Klettern und Bergsteigen. Mit 22 Jahren kam er zum US-Militär und blieb auch nach dem Zweiten Weltkrieg in der US-Army (u. a. 10th Mountain Division).
Im Jahr 1947 gelang ihm zusammen mit Bradford Washburn die vierte Besteigung des Mount McKinley. Im Jahr 1951 gelang Hackett zusammen mit Jim Gale und Bradford Washburn die Erstbesteigung der heutigen Normalroute auf den Mount McKinley (West Buttress).
Im Jahr 1949 war er der erste US-Bergsteiger, dem die Besteigung des Aconcagua gelang. Bis zum Jahr 1956 hatte Hackett die höchsten Berge von fünf Kontinenten bestiegen: Mount McKinley (1947), Aconcagua (1949), Kilimanjaro (1950), Mount Kosciuszko (1956) und Mont Blanc (1956). Der Mont Blanc galt damals den meisten als höchster Berg Europas.
Im Jahr 1960 hatte Hackett bereits eine Genehmigung für den Mount Everest, konnte aber aus verschiedenen Gründen die Expedition nicht durchführen. Mit 67 Jahren nahm er an einer Antarktis-Expedition zum Mount Vinson teil, erreichte aber selbst nicht den Gipfel, es blieb für ihn bei fünf Gipfeln der Seven Summits.
Hackett hat auf unterschiedlichen Forschungsexpeditionen sowohl den Nord- als auch den Südpol erreicht.

## Alpinistische Leistungen (Auszug)
- Mount McKinley, Südgipfel (6. Juni 1947) und Nordgipfel (6. Juli 1947) mit Bradford Washburn.
- Aconcagua, 1949 Hackett erster US-Bergsteiger auf dem höchsten Berg von Südamerika.
- Mount McKinley, 7. Oktober 1951 Erstbegehung der West Buttress Route.
- K2,1960, American-German K2 Expedition, erreichte Höhe ca. 7600 Meter.
- Antarktika, 1985, Canadian-American Antarctica Expedition, Besteigungsversuch am Mount Vinson.